# Pfalzfeld
Pfalzfeld település Németországban, Rajna-vidék-Pfalz tartományban. Lakosainak száma 628 fő (2023. december 31.). Pfalzfeld Damscheid és Lingerhahn községekkel határos.

## Népesség
A település népességének változása:
| Lakosok száma | 514  | 620  | 640  | 616  | 617  | 628  |
|               | 1975 | 2017 | 2019 | 2021 | 2022 | 2023 |